# 博德勒库尔 (上马恩省)
博德勒库尔（法語：Baudrecourt，法語發音：[bodʁəkuʁ]）是法国上马恩省的一个市镇，属于圣迪济耶区。

## 地理
博德勒库尔（48°23'44"N, 4°57'44"E）面积8.78 平方千米，位于法国大東部大區上马恩省，该省份为法国东北部内陆省份，北起马恩省和默兹省，西接奥布省，西南接科多尔省，东南接上索恩省，东临孚日省。
与博德勒库尔接壤的市镇（或旧市镇、城区）包括：莫朗库尔、大沙尔姆、布莱斯河畔库尔塞勒、多马坦勒弗朗、多马坦勒圣佩尔、杜勒旺堡。

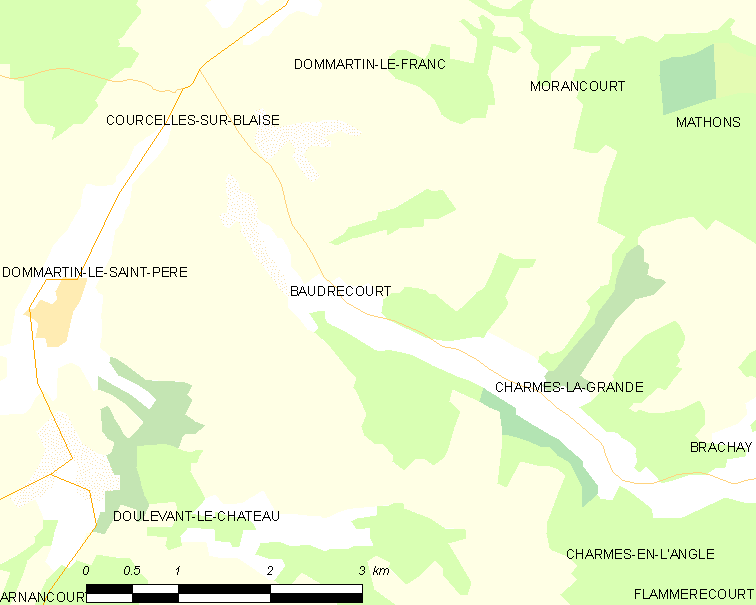
的OSM定位图

博德勒库尔的时区为UTC+01:00、UTC+02:00（夏令时）。

## 行政
博德勒库尔的邮政编码为52110，INSEE市镇编码为52039。

## 政治
博德勒库尔所属的省级选区为茹安维尔县。

## 人口

1962-2008年间人口变化图示

博德勒库尔于2022年1月1日时的人口数量为85人。